# 小向東芝町
小向東芝町（こむかいとうしばちょう）は、神奈川県川崎市幸区の町名。郵便番号は212-0001。ただし町域全域を占める東芝小向事業所には別途、事業所個別郵便番号（212-8581）が付与されている。
2022年（令和4年）1月28日現在、住居表示は実施されていない。

## 地理
神奈川県川崎市幸区の東北部に位置し、面積は21.8 ha。町内の全域を東芝小向事業所が占める。
北端で東古市場と、東端では第二京浜を挟んで小向町・小向仲野町と、南端では小向西町と、西端では古市場と接する。これらの町域はすべて幸区に属しており、小向東芝町は区境・市境には接していない。

## 歴史
町名は、全町域を占める東芝小向事業所に由来する。
小向東芝町が設置される前の小字として「荒久耕地」という地名があり、当地が新しく開墾された地であったことがうかがえる。
1937年（昭和12年）に東京無線（現在の東芝）の工場が設置され、通信機器、テレビ、レーダーと時代にあわせて製品を変えながら操業を続けている。
元は小向などの一部であったが、戦後に行われた耕地整理で町丁として分立した。

### 旧字名
1952年の耕地整理で、小向字宮前耕地・字中原耕地・字荒久耕地や、古市場字上台耕地・字下河原耕地、戸手字癸離河原耕地、下平間字池渕耕地の区域に小向東芝町が設置された。

### 沿革
- 1937年（昭和12年） - 東京無線の工場が操業開始。
- 1939年（昭和14年） - 合併で東京芝浦電気が成立。当地の工場は同社のものとなる。
- 1952年（昭和27年） - 耕地整理により、小向東芝町が成立。
- 1961年（昭和36年） - 東芝中央研究所（現在の研究開発センター）および東芝科学館が設置される。
- 1972年（昭和47年） - 川崎市が政令指定都市へ移行し、当地は幸区となる。

## 世帯数と人口
全域が東芝小向事業所の敷地であるため居住者はおらず、2025年3月31日時点での人口（住民基本台帳ベース）は0人である。

## 施設
- 東芝小向事業所[6]
  - 東芝研究開発センター[13]
  - 東芝科学館（2013年閉館）[14]
- 幸警察署 小向東芝町交番

## 事業所
2021年（令和3年）現在の経済センサス調査による事業所数と従業員数は以下の通りである。
| 町丁       | 事業所数 | 従業員数 |
| ---------- | -------- | -------- |
| 小向東芝町 | 42事業所 | 4,765人  |

### 事業者数の変遷
経済センサスによる事業所数の推移。
| 年                 | 事業者数 |
| ------------------ | -------- |
| 2016年（平成28年） | 47       |
| 2021年（令和3年）  | 42       |

### 従業員数の変遷
経済センサスによる従業員数の推移。
| 年                 | 従業員数 |
| ------------------ | -------- |
| 2016年（平成28年） | 5,999    |
| 2021年（令和3年）  | 4,765    |

## 交通

### 鉄道
町域内に鉄道駅はない。JR鹿島田駅・新川崎駅が徒歩圏であるが、以下の路線バスで川崎駅などと結ばれている。

### 路線バス
東急バス、川崎市交通局の2事業者が、川崎駅や武蔵小杉駅、五反田駅と当地を結んでいる。特に、東急バスは川崎駅 - 東芝小向工場間を直行するバスも運行している。

### 道路
- 第二京浜国道（国道1号）

## その他

### 日本郵便
- 郵便番号 : 212-0001[3]（集配局 : 川崎港郵便局[17]）

### 警察
町内の警察の管轄区域は以下の通りである。
| 番・番地等 | 警察署   | 交番・駐在所   |
| ---------- | -------- | -------------- |
| 全域       | 幸警察署 | 小向東芝町交番 |